# 鲁奇·加里尼
鲁奇·加里尼（義大利語：Luigi Galleani，1861年8月12日—1931年11月4日）是20世纪时一位意大利无政府主义者，在1901至1919年间被驱逐出意大利国境时活跃于美国政坛。他因提倡行動宣傳，即用暴力对付体制——包括刺杀“暴君”和“人民的敌人”——而闻名。他在美国的追随者——“加里尼主义者”——在1914到1932年间企图实施一系列的炸弹袭击和暗杀行动。据称这群人与1920年时造成了38人死亡的的华尔街爆炸事件有关。时至今日，加里尼被视作一名无政府共产主义者和一名暴动无政府主义者。

## 早年生活
加里尼在意大利皮埃蒙特地区韦尔切利出生，生长在一个中产阶级的家庭。加里尼在意大利北部的都灵大学学习法律时成为了一名无政府主义者，当时年纪不足20岁。在取得大学学位之前，加里尼就辍学投身无政府主义运动，强烈主张无政府主义的理念。此后由于被都灵的警方通缉，他逃亡到了法国。
加里尼在法国居留了将近20年。其中他在瑞士居住过一段时间，并在那里与另一位无政府主义者和地理学家埃利泽·雷克吕斯结盟。除了帮助艾裏塞完成他的巨著《新地理》（法語：La Nouvelle Geographie）之外，加里尼还与邵可侶一道，在1887年在日内瓦大学组织了一次学生游行，纪念在美国芝加哥发生的干草市场暴乱的死难者。因为这次游行，他被捕并最终被驱逐出瑞士。去往法国几年后也同样被法国驱逐出境。
之后他返回意大利，但不出几年他被拘捕并被裁定串谋罪而被处5年监禁。自1894年（加里尼时年31岁）始，加里尼在狱中度过了超过5年的时间，并一度被“国内流放”至西西里附近的潘泰莱里亚岛。在潘泰莱里亚岛上，他与妻子玛利亚结识并完婚，而当时玛利亚已经育有一子塞尔瓦托。加里尼夫妇最终生育了4名属于他们的儿女。埃玛·戈尔德曼在日后的回忆录中称她与加里尼在佛蒙特州的巴里市相遇，但这一段记载有误，因为加里尼直到1901年才到达美国。1900年从潘泰莱里亚岛上逃脱后，加里尼逃亡到埃及。
在埃及有一个庞大的、由被驱逐的意大利人组成的社区，加里尼在其中与同为无政府主义者的同道共同居住了数月。当获悉埃及当局正着手将它引渡回意大利后，加里尼仓皇地离开埃及，通过海路到达英国伦敦。1901年，加里尼移民到美国，时年40岁。

## 美国经历
抵达美国之后不久，加里尼以他魅力超凡的演说技巧，宣扬暴力是推翻剥削工人的资本家的必须手段，从而在激进派无政府主义者的圈子中吸引了极大的注意。居住在新泽西州的帕特森期间，加里尼为当时最主要的美籍意裔无政府主义者期刊《La Questione Sociale》（意为“社会问题”）担任编辑。他将自己描述为一名“颠覆分子”、“革命宣传者”以及“投身于通过用直接行动（即暴力）传播一种政治哲学以推翻现有的政府和体制”，并毫不掩饰地以此为傲。人们都说，加里尼极之擅于通过演说来提倡他的暴力革命政策。卡洛·布达（其兄弟马里奥·布达是加里尼主义者、炸弹专家，据信与华尔街爆炸事件有关）曾说：“当你听过加里尼的演说之后，你会愿意立刻去打爆一个警察的头。”
1902年，帕特森一家工厂的纺丝工人发起了罢工。这时，加里尼发挥他雄辩的天资，说服工人发起大罢工，并趁机推翻美国的资本主义社会。后来警察赶到现场并向工人开火，加里尼脸部中枪，之后更被控以煽动暴乱。他企图逃往加拿大，不料却被加拿大当局逮捕并即刻押返美国。
加里尼后来被巴里市的意大利人社区所吸引。当地的移民人口主要在采石场工作，并且是当地社会主义者团体和无政府主义者的团体的主力。在无政府主义者的集会中，加里尼雄辩滔滔，抨击“胆小”的社会主义者，“发言时如喷火一般”。此外，他还继续创作随笔和论文，宣传他的观点。很快，他就以行动宣传的支持者而著称。他又创办了名为《颠覆者纪事报》（義大利語：Cronaca Sovversiva）的新闻信札，并亲自担任编辑，在自己位于巴里市的的办公室里将信札刊印并邮寄出去。在美国政府于1918年出台煽动叛乱法并将其关闭之前，加里尼持续出版这份新闻信札长达15年。
《颠覆者纪事报》一度宣称它有5000名读者。每一期纪事报的通常都不足8页纸，展示各种各样激进派的观点，包括自由恋爱、否定神存在、抨击史上和当代的暴君以及过度消极的社会主义者。它经常公布一份带有地址和个人信息的名单，列出许多诸如实业家、“资本主义间谍”、工贼以及各种各样的“人民公敌”。不少著者中有加里尼名字的书本，如无政府主义的末日？（義大利語：La Fine dell'anarchismo?）等，实际上是源自或直接摘自《颠覆者纪事报》之前的文章。
在《颠覆者纪事报》中，加里尼阐述了自己的直接行动和行动宣传的力量。他称赞盖塔诺·布雷西刺杀翁贝托一世的行为。一部摘自纪事报中的文章、在加里尼死后才出版的著作《叹息与啜泣：肖像画》（義大利語：Aneliti e Singulti: Medaglioni），就将许多制造炸弹袭击的人以及杀手当作无政府主义的英雄来歌颂。
《颠覆者纪事报》最有趣的部分，可算是其后期的出版物中附带的、售价25美分的手册，题为《国运在你》（義大利語：La Salute è in voi!），并声称这是全体普罗大众家庭必备之物。这本手册的前言于1905年首次出版，清晰地指出这本手册的内容：去纠正它提倡暴力、却没有为颠覆者提供消灭政府官员和机构的物理手段这一“错误”。事实上，《国运在你》是一本炸弹制作指南，加里尼在其中为读者详细提供了由他的朋友、爆炸专家埃托雷·莫利纳里教授整理的硝化甘油的化学制法。这本手册已经纽约市的防爆小组认定为精确而实用，除了加里尼在抄写过程中造成的一处谬误，但这却使得一些没有留意到这处谬误的炸弹制造者制作出的炸弹提前爆炸（在1908年的一期纪事报中，加里尼向他的读者提出了警告并修改了这处谬误）。

## 革命活动
加里尼的反抗态势越发强硬，同时也吸引了一群自称为“加里尼主义者”的激进派的同道和追随者。其中最有名的是尼古拉·萨科和巴托洛梅奥·万泽蒂。
为了宣传激进无政府主义，加里尼和这群人通过发表演说、发现出版物、煽动工人动乱、进行政治抗议活动、发起秘密集会等等——当然还有“直接行动”。随着时间推移，许多加里尼的追随者依靠炸弹袭击和其它暴力手段来传播他们的信息。尽管加里尼积极地鼓励这类行为，但除了著有《国运在你！》这本炸弹制作手册之外，他表面上从未真正参与任何炸弹袭击。
历史学家认为，加里尼的追随者是从1914年开始炸弹袭击的。那一年，加里尼出版了著作《与敌人面对面》（義大利語：Faccia a Faccia col Nemico），并在书中大肆赞颂无政府主义者刺客为烈士和革命英雄。一次在洛克菲勒位于柏油村寓所外的抗议被警察强制驱散之后，纽约市发生了多宗爆炸事件，加里尼主义者们至少参与了其中两宗。随后的几个月内，纽约市许多机构和场所，包括警察局、教堂和法院，都陆续遭到炸弹袭击。1914年11月14日，曾对一名煽动暴乱的无政府主义者判刑的地方法官，在治安法庭里被安放在自己座椅底下炸弹炸死。1915年1月，警方破获了一宗企图炸毁纽约圣帕特里克大教堂的阴谋。由于在嫌犯家中找到一本炸弹制作手册《国运在你！》，这次事件被指与加里尼主义者有关。
1916年，芝加哥一个身为厨师的加里尼主义者，在一次纪念曼德林大主教的宴会中，对100名来自制造业界、商界、金融界和法律界的要人投毒，在他们的汤中掺入砒霜。所幸在场的一位医生急忙配备出催吐剂，帮助其它中毒的人将毒素从体内吐出，才没有造成死亡。警察在搜查这名厨师的房间时发现了许多小瓶的毒药，但投毒者本身却毫不知情。在遭到警察一番的奚落和辱骂后，这名厨师逃往美国东岸，躲在其它加里尼主义者家中并在赤贫中度过余生，最终于1932年去世。
1916年12月6日，在一场发生在波士顿的北方花园的骚乱中，一名加里尼主义者趁乱袭警但之后被捕。第二天其它加里尼主义者们就在波士顿一间警察局中引爆了一颗炸弹。袭警者被定罪而入狱，后来更被遣返回意大利。
有些历史学家同时怀疑，加里尼主义者参与了1916年旧金山的准备日炸弹案。尽管因这宗爆炸袭击而被指控的人中没有任何人是公认的加里尼主义者，但是爆炸案中所用的炸弹的构造（带发条式计时器的手提箱、雷管、炸药，以及用以增加杀伤力的铸铁），与其它加里尼主义者制造的袭击中所用的炸弹结构，尤其是与马里奥·布达所制的炸弹的结构如出一辙。
随着欧洲局势日趋紧张，而美国又实行了征兵制，加里尼在1917年开始怂恿他的追随者转移到墨西哥，在那里躲避美国的兵役，并等候“革命”的到来。一时间，在美国活动的加里尼主义者偃旗息鼓了。但到了同年年底，由于对墨西哥的生活条件不满，不少人又折返美国，重操旧业。
1917年11月24日，一个内有用以延迟爆炸的酸液的大型黑色粉末炸弹在密尔沃基警察局爆炸。据信这个炸弹是出自布达之手。炸弹是巡警在一个教堂的地下室中发现并带到警察局中的。爆炸造成了9名警察和1名女性居民的死亡，是美国截至当时为止发生过的最可怕的恐怖袭击。这次袭击似乎是针对一名当地教士。该教士在爆炸发生前不久主持了一场小型福音布道会，但遭到当地无政府主义者强烈反对。
加里尼主义者又在不同的地方，如纽约市、旧金山、华盛顿、波士顿和密尔沃基等地，制造了零星的爆炸袭击，效果各异，但警方没有抓获或起诉任何嫌犯。1918年2月，美国当局突袭了《颠覆者纪事报》的办公室，禁止该报继续发行，并逮捕了几名编辑。尽管掌握订购者的花名册的员工将花名册隐藏了起来，但执法人员仍从办公室内一期准备寄发的纪事报中，查获超过3000个订阅者的姓名和地址。
1918年1月17日，一名19岁的加里尼主义者由于携带并运输一个装满炸药的背包而被捕。这名嫌犯在审讯中提供了假姓名并拒绝与警方合作，最终入狱14个月后才获释。在狱中，她结识了著名的无政府主义者埃玛·戈尔德曼，并成为好友。
由于持续的暴力行为和社会动乱，国会通过了驱逐无政府主义者法案，控制与无政府主义或政治革命组织有关的人士赴美居留。这时，加里尼和他的追随者向美国政府宣战，并公开威胁道：“驱逐无法停住吹向这片海岸的风暴。这场风暴很快就将到达，并在血与火之中将你们摧毁和淹没……我们会将你们炸成粉碎！”于是许多政商界名人纷纷遭到炸弹袭击，其中于1908年判处4名意大利籍无政府主义者长期徒刑的法官von Moschzisker，更在家中被炸。
1919年4月下旬，大约有30个邮包炸弹被寄往许多当时有名的政客、法官和富人（其中就包括约翰·洛克菲勒）处，而一名长期追踪逃亡的加里尼主义者的调查局（联邦调查局的前身）特工也收到了一枚炸弹。加里尼主义者计划在五一国际劳动节这一全世界共产主义者、无政府主义者和社会主义者的节日的当天，将炸弹寄到目标的家中。但是，最终只有不多的几个炸弹投递成功。由于策划者们忘记在邮包上加贴足够面值的邮票，调查人员发现了一个藏有炸弹的邮包，并根据该邮包的特征辨出并截下其余大多数邮包炸弹，结果没有人死于这次阴谋之中。但是参议员哈德威克（无政府主义者法案的支持者）的管家，在拆开寄往参议员位于乔治亚州的加重的邮包时，双手被完全炸掉。
1919年6月，加里尼主义者计划在几个美国城市同时引爆8枚炸弹。这些炸弹的安放地点包括几个法官和商人、一名市长和一名移民稽查官的家中以及一间教堂。
显然是因为这批人认为前一次袭击中的所用的炸弹威力不够，这批新的炸弹使用了多达20磅的炸药，并用金属制炸弹壳包裹。这次袭击的目标主要是支持反动乱法和驱逐无政府主义者法案的政客，和判处无政府主义者监禁的法官。爆炸虽然没有对这些袭击目标造成伤亡，但是却夺走了一名守夜人、一个途经的妇女，和其中一名加里尼主义者卡洛·瓦迪诺奇（《颠覆者纪事报》的前编辑，与加里尼关系紧密的同道）的性命。瓦迪诺奇在试图对时任美国司法部长的帕尔默实施炸弹袭击时发生意外而丧命的。尽管帕尔默本人没有受伤，但他全家都被爆炸所震撼。帕尔默的寓所几乎被完全炸毁，连他们的邻居也被睡梦中被爆炸的振动惊醒，而瓦迪诺奇本人则在寓所外被炸成碎片。据推测，当时瓦迪诺奇试图将炸弹安置在帕尔默家的走廊上，却因为撤离时被绊倒或是炸弹提前爆炸而来不及逃生。警方在附近2个街区的范围内都能找到他的肢体残片，并在街道对面房屋的屋顶上找到他的毛发和头皮。这8枚炸弹爆炸时都分别有一张传单飞出，上书：
"War, Class war, and you were the first to wage it under the cover of the powerful institutions you call order, in the darkness of your laws. There will have to be bloodshed; we will not dodge; there will have to be murder: we will kill, because it is necessary; there will have to be destruction; we will destroy to rid the world of your tyrannical institutions."
大意为：“斗争，阶级斗争，你是第一个，在被称为秩序的强大体制的笼罩下、在被称为法律的黑暗中展开的斗争。斗争必然会有流血牺牲，但我们不会退缩；斗争必然有杀戮，而我们只在必要时开刀；斗争必然有破坏，而我们会毁灭（必须被毁灭的），以铲除这个世界上残暴专横的制度。”
1919年2月27日，4名加里尼主义者在企图炸毁马萨诸塞州富兰克林的一家纺织厂时，因炸弹提前爆炸而丧命。据信，他们是在事发前一天，在即将被驱逐的加里尼所发表的一次演说的鼓舞下实施的爆炸。
警察追踪飘出的传单这一线索，找到一家印刷场并逮捕了两名排字工人，安德里亚·萨尔谢多和罗伯托·埃利亚。被捕后，萨尔谢多被联邦探员密集审讯（有人称他还遭到拷打）。招认了一部分信息之后，据称他渐渐变得精神失常。最终他在被囚处坠落而死，坠楼原因不明，一说自己主动跳下，一说被同胞埃利亚推落。尽管萨尔谢多承认了他本身是一名无政府主义者，且传单确实出自他手，但此后没有任何人再因此案被捕。警方缺乏证据，而其它的加里尼主义者都拒绝再招供。埃利亚后来被驱逐出境。据他的律师所称，他拒绝与加里尼主义者划清界线以换得留在美国的权利，并断言他保持缄默的行为“是我唯一的荣誉”。
瓦迪诺奇死后，科瓦奇和雷基两位炸弹制作者在加里尼的集团中扮演了更重要的角色。雷基在一次炸弹提前爆炸的意外中失去了左手，但仍继续制造炸弹。
在公众和传媒对政府采取行动的强烈呼吁下，美国司法部长帕尔默以及其它一众政府官员采取了一系列调查行动。调查行动包括无授权窃听、审核激进派出版物的订阅记录，以及采用种种措施调查成千上万的无政府主义者、共产主义者和其它激进分子。根据驱逐无政府主义法案，一旦找到证据并征得移民局同意之后，司法部门就即刻对查获的所有激进分子采取抓捕行动并驱逐出境。这一系列行动被后人称为“帕尔默突击”。

## 遭到驱逐
1919年6月，在6月2日爆炸案发生3周之后，鲁奇·加里尼和他的8位追随者被驱逐到意大利。美国当局尽管并没有足够的证据证明加里尼涉嫌这宗案件，但却可以将他驱逐——因为加里尼身位一名外国居民，却公然鼓动暴力推翻政府的行动，并创作出版了一本名为《国运在你》的炸弹制作手册。到达意大利之后，加里尼很快吸引了意大利当局的注意，并被流放到一个边远的小岛上。在墨索里尼掌权之后，加里尼受到由法西斯政府派遣的警察的长年监控。后来，加里尼获准回到意大利本土，但仍继续受到警察监视。1931年，加里尼心脏病发作而卒，享年70岁。

## 后记
在加里尼遭到驱逐、萨科和万泽蒂被控谋杀之后，美国反而发生了更多的炸弹袭击事件。加里尼的追随者，尤其是布达，涉嫌与1920年发生的华尔街爆炸事件有关。那次爆炸造成了38人死亡，143人重伤。1927年，加里尼主义者制造更多的炸弹袭击，尤其是针对几个法官和狱官，其中包括萨科和万泽蒂案的预审法官韦伯斯特·赛耶和为两人执行死刑的刽子手罗伯特·艾略特。
科瓦奇和雷基两人被驱逐出意大利之后迅速动身前往阿根廷。在那里，科瓦奇与阿根廷无政府主义者、同样提倡暴力的塞维利诺·迪·乔凡尼合作。迪·乔凡尼被处决后科瓦奇又被驱逐，但于二战后重返阿根廷。布达在华尔街炸弹案发生不久后回到了意大利，并在那里度过了余生，卒于1963年。